# Szałasisko (Gorce)
Szałasisko, Szałasiska – polana w Gorcach znajdująca się na krótkim grzbiecie odbiegającym od Turbacza w północno-zachodnim kierunku. W grzbiecie tym, poczynając od Turbacza (1301 m) kolejno znajdują się: Czoło Turbacza (1259 m), Suchy Groń (1043 m) i grzbiet Średnie, na którym znajduje się polana Szałasisko. W grzbiecie tym znajduje się nieznaczna kulminacja 967 m n.p.m., jego zbocza opadają do doliny potoku Turbacz i Koninka.
Jest to niewielka polana grzbietowa. Dawniej była koszona i wypasana. Aby zapobiec jej zalesieniu jest przez Gorczański Park Narodowy (GPN) systematycznie koszona. Środkową część polany porasta łąka mieczykowo-mietlicowa. Oprócz bardzo rozpowszechnionej w całej Polsce mietlicy pospolitej rośnie tutaj spotykany już niemal wyłącznie w górach, a i tutaj coraz rzadszy mieczyk dachówkowaty. W czerwcu dość licznie zakwita na polanie gółka długoostrogowa – chroniony gatunek z rodziny storczykowatych. W bliskim otoczeniu polany rośnie dość rzadki gatunek rośliny – rzeżucha trójlistkowa.
Tuż powyżej Szałasisk dawniej był „rezerwat przyrody Turbacz” (później włączony do obszaru GPN). Rosną w nim wiekowe buki osiągające średnicę 70–75 cm w pierśnicy, a jedna ze zwalonych jodeł miała obwód 5,8 m.
Szałasisko należy do Koninek (część wsi Poręba Wielka w województwie małopolskim, w powiecie limanowskim, w gminie Niedźwiedź).

## Szlak turystyczny
Koninki – Polana Hucisko – Szałasisko – Suchy Groń – polana Średnie – Czoło Turbacza – Turbacz.